# 請把這裡當作家鄉
《請把這裡當作家鄉》為1970年越南共和國戰爭電影，於1970年上映，片長105分鐘，由黃永祿編劇及執導，國家電影中心出品、製作及發行，心潘、明長山、陳光、段周茂、輝強、玉明主演，本片是導演黃永祿其中一部電影代表作。
由於本片的原始膠片在1975年4月30日西貢淪陷後被越南人民軍運到河內保存，故從沒有發行錄影帶及影碟。

## 劇情介紹
五位突擊隊員有五種不同的心態和生活方式，但他們有著共同目標。
在一次極度危險的任務中，他們跳傘進入敵人控制區進行偵察破壞，但發射器發生故障後在叢林中迷路。他們必須要自己找到回去的路。四人輪流將屍體埋在叢林中。
副隊唯一的倖存者成暫時避難於一座教堂。雖然他可以繼續在這個地方平靜地生活，但他帶著殘缺的身體回來，仍然不肯逃避生活。他放棄了一切生存的希望再次離開，回到了戰爭廢墟中的軍營，但他的身體已不再完整。

## 演員陣容
| 角色名稱 | 演員   | 備註 |
| -------- | ------ | ---- |
|          | 心 潘  |      |
|          | 明長山 |      |
|          | 陳 光  |      |
|          | 段周茂 |      |
|          | 輝 強  |      |
|          | 玉 明  |      |

## 外部連結
- 互联网电影数据库（IMDb）上《請把這裡當作家鄉》的资料（英文）
- Xin nhận nơi này làm quê hương (1970) - yxine.com （页面存档备份，存于）
- Xin nhận nơi này làm quê hương (1970) - Cinemasie.com （页面存档备份，存于）
- Bề hội đồng hay tinh thần dân chũ ? - tranhoaithu42.com （页面存档备份，存于）